# Žiga Štern

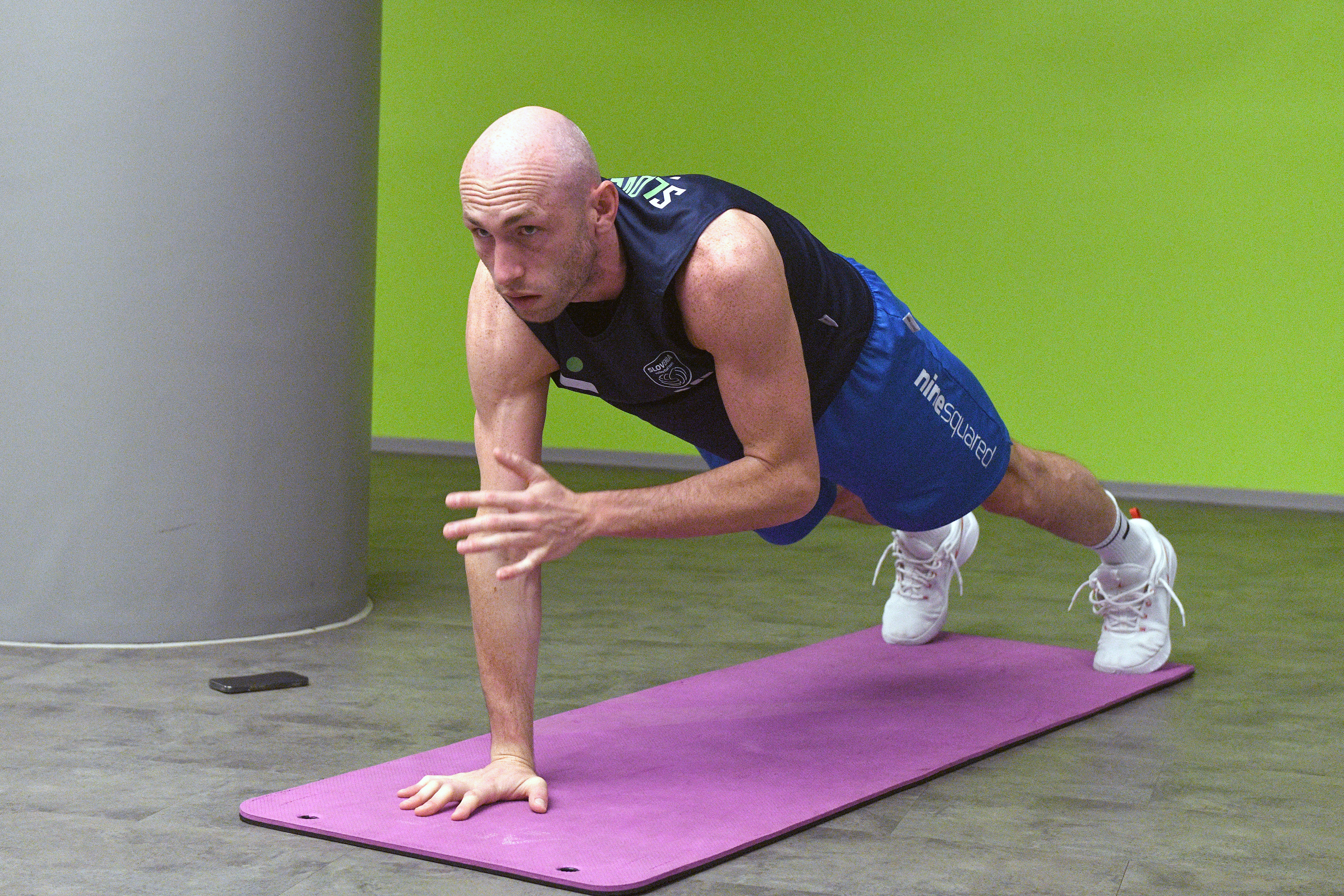
Žiga Štern na siłowni na zgrupowaniu reprezentacji Słowenii, 05.08.2022

Žiga Štern (ur. 2 stycznia 1994 w Mariborze) – słoweński siatkarz, grający na pozycji przyjmującego, reprezentant Słowenii. 
Jego młodszy brat Tonček, również jest siatkarzem.

## Przebieg kariery
| Lata                      | Klub                    |
| ------------------------- | ----------------------- |
| 2013–2016                 | Calcit Kamnik           |
| 2016–2017                 | ACH Volley Lublana      |
| 2017–2018 (do 01.2018)    | Tours VB                |
| 2018–2018 (od 22.01.2018) | Stade Poitevin Poitiers |
| 2018–2018 (do 12.2018)    | Jeopark Kula Voleybol   |
| 2018–2019 (od 25.12.2018) | Top Volley Latina       |
| 2019–2022                 | Foinikas Syros          |
| 2022–2023                 | VfB Friedrichshafen     |
| 2023–2024                 | Ślepsk Malow Suwałki    |
| 2024-2025                 | PGE GiEK Skra Bełchatów |
| 2025-                     | Jenisej Krasnojarsk     |

## Sukcesy klubowe
Liga słoweńska:
- 2017
- 2015, 2016
- 2014

Puchar Słowenii:
- 2016

MEVZA:
- 2017[6]
- 2016[7]

Puchar Ligi Greckiej:
- 2021

Liga grecka:
- 2021
- 2022[8]

Superpuchar Grecji:
- 2021

Liga niemiecka:
- 2023[9]

## Sukcesy reprezentacyjne
Mistrzostwa Europy:
- 2019, 2021
- 2023[10]